# Sharleen Spiteri

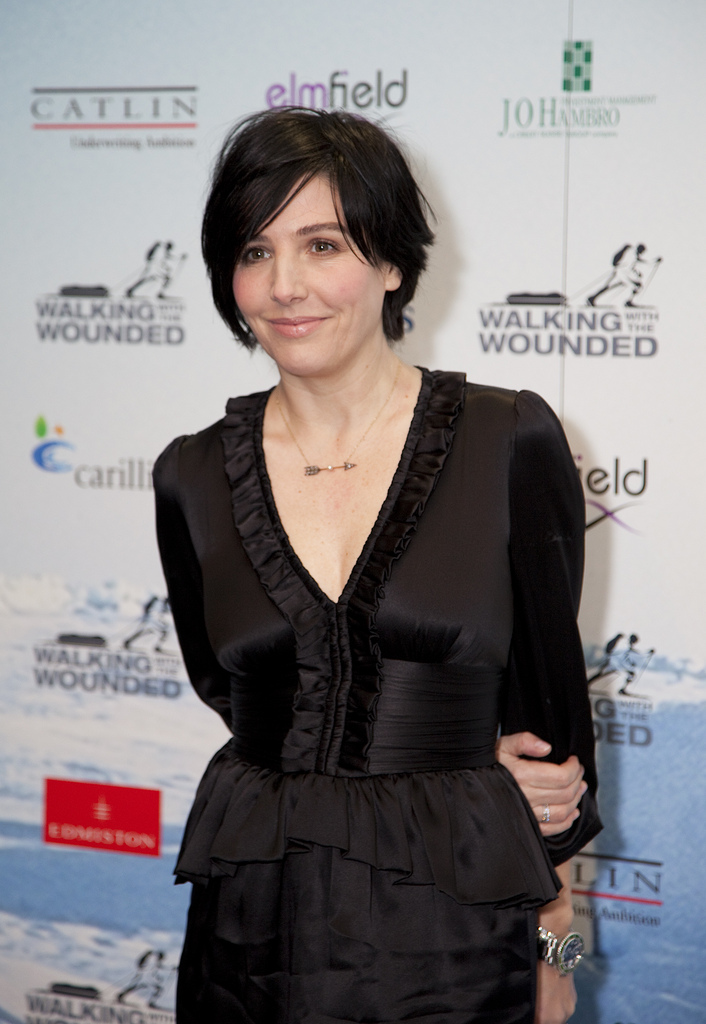
Sharleen Spiteri

Sharleen Eugene Spiteri (n. 7 noiembrie 1967, Bellshill⁠(d), Scoția, Regatul Unit) este o cântăreață scoțiană, membră a grupului britanic Texas.
Bunicul ei patern este maltez de origine italiană, iar bunica sa paternă este de origine franceză.
Din partea mamei, originile sunt germană și irlandeză.
A fost influențată de grupuri și cântăreți ca The Clash, Blondie, Marvin Gaye și Prince.
A cântat împreună cu formația Rammstein piesa Stirb nicht vor mir (tr. „Nu muri înaintea mea”), publicată pe albumul Rosenrot (2005).